# Вищі навчальні заклади Харкова

## Сучасне становище
У Харкові й області діють до 100 вищих навчальних закладів.
Головне управління статистики в Харківській області в мережі вишів області підраховує 73-74 вищих навчальних закладів:
| Навчальний рік | Всього вишів | Зокрема, І-ІІ рівнів | Зокрема, ІІІ-IV рівнів | Зокрема, академій | Зокрема, університетів | Зокрема, інститутів | Зокрема, технікумів | Зокрема, училищ | Зокрема, коледжів |
| -------------- | ------------ | -------------------- | ---------------------- | ----------------- | ---------------------- | ------------------- | ------------------- | --------------- | ----------------- |
| 2007/2008      | 74           | 37                   | 37                     | 10                | 20                     | 11                  | 12                  | 8               | 13                |
| 2008/2009      | 73           | 36                   | 37                     |                   |                        |                     |                     |                 |                   |
| 2009/2010      | 70           | 47,1%                | 52,9%                  | 10                | 20                     | 9                   | 9                   | 6               | 16                |

У лютому 2009 р. офіційний сайт Харківської обласної державної адміністрації нараховує 92 вищі навчальні заклади:
- 45 вишів І-ІІ рівнів акредитації[5];
- 31 вишів ІІІ-IV рівнів акредитації державної та комунальної форм власності[6];
- 16 вишів ІІІ-IV рівнів акредитації приватної форми власності[7].

Серед останніх взакано, що три з них — Харківський інститут соціального прогресу, Гуманітарно-технічний інститут і Харківський інститут інформаційних технологій — у 2008/2009 навчальному році не здійснюють освітньої діяльності (хоча Харківський інститут інформаційних технологій має ІІ рівень акредитації). Також немає серед перелічених закладів:
- Харківської медичної академії післядипломної освіти МОЗ України;
- Академії економіки та права[9];
- Інституту біржової діяльності[10],

що займаються підвищенням кваліфікації кадрів.
Інформаційна система «Конкурс» Міністерства освіти і науки України нарахувала для вступу в 2008 році 35 вишів ІІІ-IV рівнів акредитації у області, зокрема, військово-юридичний факультет Національної юридичної академії України ім. Ярослава Мудрого, Гвардійський ордена Червоної Зірки факультет військової підготовки ім. Верховної Ради України Національного технічного університету «Харківський політехнічний інститут».
1 вересня 2009 року в Харкові відбулося урочисте відкриття Військового коледжу сержантського складу Національного технічного університету «Харківський політехнічний інститут», що має ІІ рівень акредитації. Формування коледжу відбувалося на базі Центру сержантів Збройних Сил України, що проіснував більше року. У стінах вишу будуть готовити професійних сержантів для української армії на посаді середнього (рота-батальйон) і вищого (полк-бригада-корпус-вид ЗС-генеральний штаб ЗС) рівнів. Начальником коледжу призначено полковника Олександра Боброва.

## Особи, що навчаються (студенти)

### 2007/2008 навчальний рік
У вишах області навчалося 291,6 тис. студентів (на 1,4 % більше, ніж у 2006/2007 навчальному році), з них 51,9 % — жінки. В порівнянні з 2006/2007 навчальним роком кількість студентів стаціонарного (денного) відділення знизилася на 1,4 % , на заочному відділенні — збільшилася на 1,4 %.
В 2007/2008 навчальному році прийнято на навчання до вишів області 55,7 тис. студентів, із них 23,5 тис. осіб (42,2 %) навчатимуться за рахунок держбюджету, 1,6 тис. осіб (2,9 %) — місцевих бюджетів, 0,1 тис. осіб (0,2 %) — центральних органів виконавчої влади і юридичних осіб, 30,5 тис. осіб (54,7 %) — за рахунок фізичних осіб.
Найбільше студентів вишів І-ІІ рівнів акредитації вчаться за спеціальностями:
- «Інженерія» — 36,6 % від загальної кількості;
- «Економіка, комерція та підприємництво» — 15,5 %;
- «Освіта» — 11,8 %;
- «Медицина» — 11,3 %;
- «Транспорт» — 7,3 %.

Найбільше студентів вишів ІІІ-IV рівнів акредитації вчаться за спеціальностями:
- «Економіка, комерція та підприємництво» — 23,2 %;
- «Інженерія» — 21,7 %;
- «Право» — 10 %;
- «Освіта» — 5,7 %;
- «Медицина» — 5,1 %;
- «Транспорт» — 4,4 %.

У 2007 році виші області випустили 59,1 тис. студентів, що на 13,9 % більше, ніж у 2006.

### 2008/2009 навчальний рік
|                                  | Всього  | У вишах І-ІІ рівнів | У вишах ІІІ-IV рівнів |
| -------------------------------- | ------- | ------------------- | --------------------- |
| Чисельність студентів, осіб      | 283 358 | 27 395              | 255 963               |
| у тому числі за денною формою    | 153 154 | 20 765              | 132 389               |
| у тому числі за вечірньою формою | 362     | -                   | 362                   |
| у тому числі за заочною формою   | 129 842 | 6 630               | 123 212               |
| Прийнято на навчання, осіб       | 47 454  | 7 355               | 40 099                |
| у тому числі за денною формою    | 33 370  | 6 245               | 27 125                |
| у тому числі за вечірньою формою | 23      | -                   | 23                    |
| у тому числі за заочною формою   | 14 061  | 1 110               | 12 951                |
| Випущено, осіб                   | 57 614  | 7 430               | 50 184                |
| у тому числі за денною формою    | 30 275  | 5 356               | 24 919                |
| у тому числі за вечірньою формою | 226     | -                   | 226                   |
| у тому числі за заочною формою   | 27 113  | 2 074               | 25 039                |

### 2009/2010 навчальний рік
У 2009 р. до прийомних комісій вишів усіх рівнів акредитації подали заяви для вступу на початковий цикл навчання 137,4 тис. осіб. До вишів I—II рівнів акредитації було зараховано 69,0% від загальної кількості абітурієнтів, а до вишів III—IV рівнів акредитації — 28,5%. Найбільший конкурс серед вишів усіх рівнів акредитації спостерігався, природно, на денних відділеннях вишів III—IV рівнів акредитації — 433 заяви на 100 зарахованих.
Станом на 1 жовтня 2009 р. на початковий цикл навчання прийнято 42,6 тис. студентів, з них за рахунок: державного бюджету — 21,2 тис. (49,8%), місцевих бюджетів — 1,5 тис. (3,6%), центральних органів виконавчої влади, юридичних осіб — 0,1 тис. (0,1%), фізичних осіб — 19,8 тис. (46,5%).
У вишах усіх рівнів акредитації на початок 2009/10 навчального року навчалися 267,5 тис. студентів, що на 5,6% менше, ніж у попередньому навчальному році. Частка студентів, які навчались на денних відділеннях зменшилась проти 2008 року на 3,6% і становила 147,6 тис. студентів (55,2% від загальної кількості), на заочних — 119,5 тис. студентів (44,7%), на вечірніх — 0,4 тис. студентів (0,1%).
Питома вага жінок в загальній кількості студентів становила 52,2%, з них у ВНЗ I—II рівнів акредитації — 44,0%, III—IV рівнів акредитації — 52,9%.
Випуск із вишів різних рівнів акредитації у 2009 р. склав 60,0 тис. фахівців, у тому числі з вишів І-ІІ рівнів акредитації — 11,9% від загальної кількості осіб, а з вишів ІІІ-IV рівнів акредитації — 88,1%. Проти попереднього року випуск зріс на 4,2%.
У Харкові станом на лютий 2010 р. вищу освіту здобувають 12004 (чи 12000) іноземців, що становить 41,8% від загальної кількості іноземних осіб у регіоні, зокрема, в:
- Харківському національному медичному університеті — 1776 осіб;
- Національному технічному університеті «Харківський політехнічний інститут» — 1275 осіб.

Найбільшу кількість студентів становлять представники Туркменістану, Китаю, В'єтнаму, Російської Федерації, Йорданії, Марокко, Іраку, Сирії, Лівану та Індії. Іноземних громадян здобувають освіту в 36 навчальних закладах (11 академій, 15 університетів, 3 інститути, 3 технікуми, 3 училища та УНВЦ «Укртехпрогрес»). Найчисленніші за кількістю групи іноземних громадян навчаються в НФАУ (Марокко), ХНЕУ (Туркменістан), ХНУ ім. В. Н. Каразіна, УІПА (КНР, Йорданія, Сирія), УНВЦ «Укртехпрогрес» (СРВ), НАУ «ХАІ» (Іран) тощо. Протягом 2009 року за порушення правил перебування іноземців та осіб без громадянства на території України до адміністративної відповідальності притягнуто 1873 іноземні студенти. Також виявлено і видворено за межі України 72 відрахованих з вищих навчальних закладів іноземних студентів.

## Підготовка наукових і науково-педагогічних кадрів (аспірантура та докторантура)
Чисельність аспірантів на кінець 2007 р. становила 3989 осіб, у тому числі з відривом від виробництва — 2532 особи, що склало більше половини від загальної кількості аспірантів. Порівняно з 2006 р. чисельність аспірантів збільшилась на 1,9 %, у тому числі з відривом від виробництва — на 2,6 %. Порівняно з 2006 р. кількість прийнятих до аспірантури збільшилась на 3,2 % переважно за рахунок аспірантів, що були прийняті на навчання без відриву від виробництва, обсяг прийому яких збільшився на 6,6 %. Переважна більшість аспірантів, прийнятих у 2007 р., навчалась за рахунок держбюджету — 1161 особа, або 92,1 % від обсягу прийому, 97 осіб (7,7 %) — на комерційній основі та 2 особи (0,2 %) — за рахунок власних коштів НДІ, в аспірантурі яких має проходити навчання. Фактичний випуск 2007 р. із аспірантури становив 996 осіб, що менше, ніж 2006 р. на 0,6 %. Але серед них збільшилась проти 2006 року чисельність аспірантів, які були випущені з аспірантури з захистом дисертації, з 187 до 212 осіб (або на 13,4 %). Із фактично випущених у 2007 р. 675 осіб навчались з відривом від виробництва, у тому числі закінчили аспірантуру з захистом дисертації — 152, проти 666 та 134 особи у 2006 р. Розподіл аспірантів за віком у 2007 р. склався наступним чином:
- 20-29 років — 3273 особи (82,1 %);
- 30-34 років — 368 (9,2 %);
- 35-39 років — 201 (5,0 %);
- за 40 років — 147 (3,7 %).

У 2008 р. (як і в 2007 р.) 30 вищих навчальних закладів надавали можливість підвищувати рівень своєї освіти через аспірантуру. Найбільша кількість організацій, установ, вищих навчальних закладів, які здійснюють підготовку аспірантів, знаходиться в Київському районі м. Харкова (29, на кінець 2008 р. у яких навчалися 1852 аспіранти) та Шевченківському (відповідно, 18 та 1468).
Чисельність аспірантів на початок 2009 р. становила 4061 особу, у тому числі з відривом від виробництва — 2573 особи (або 63,4 % від загальної кількості аспірантів). Порівняно з 2007 р. чисельність аспірантів збільшилась на 1,8 %, у тому числі з відривом від виробництва — на 1,6 %. Порівняно з 2007 р. кількість прийнятих до аспірантури зменшилась на 2,5 % переважно за рахунок аспірантів, що були прийняті на навчання без відриву від виробництва, обсяг прийому яких скоротився на 5,2, тоді як прийом до аспірантури для навчанням з відривом від виробництва зменшився тільки на 1,2 %. Переважна більшість аспірантів, прийнятих у 2008 р., навчалась за рахунок держбюджету — 1118 осіб, або 91,0 % від обсягу прийому, 107 осіб (8,7 %) — на комерційній основі та 4 особи (0,3 %) — за рахунок власних коштів НДІ. Фактичний випуск із аспірантури в 2008 р. становив 940 осіб, що менше, ніж торік на 2,1 %. Але серед них збільшилась проти 2007 року чисельність аспірантів, які були випущені з аспірантури з захистом дисертації, з 212 до 220 осіб (або на 3,8 % більше). Із фактично випущених у 2008 р. 648 осіб навчались з відривом від виробництва, у тому числі закінчили аспірантуру з захистом дисертації — 158, проти 675 та 152 осіб у 2007 р.
| Прийнято аспірантів до виші у 2008 р., осіб | у тому числі з відривом від виробництва | у тому числі без відриву від виробництва | Фактично випущено аспірантів із вишів у 2008 р., осіб | з них із захистом дисертації | у тому числі з відривом від виробництва | у тому числі без відриву від виробництва |
| ------------------------------------------- | --------------------------------------- | ---------------------------------------- | ----------------------------------------------------- | ---------------------------- | --------------------------------------- | ---------------------------------------- |
| 1066                                        | 747                                     | 319                                      | 805                                                   | 209                          | 572                                     | 233                                      |

У загальній кількості аспірантів спостерігається збільшення питомої ваги жінок — з 55,5 % у 2007 р. до 56,9 % у 2008 р. Розподіл аспірантів за віком у 2008 р.:
- 20-29 років — 3263 особи (80,3 %);
- 30-34 років — 417 (10,3 %);
- 35-39 років — 208 (5,1 %);
- 40 років і старші — 173 (4,3 %).

У 22 вищих навчальних закладах області в 2008 році діє докторантура. До неї всього прийнято 64 особи, що більше, ніж у 2007 р., на 14,3 %. Докторантуру в 2008 р. закінчили 62 особи (що на 1,6 % більше, ніж 2007 р.), у тому числі із захистом дисертації — 15. Чисельність докторантів на кінець 2008 року зменшилась проти 2007 року на 1 особу (на 0,6 %) і становить на початок 2009 року 180 осіб. У загальній кількості докторантів спостерігається зменшення питомої ваги жінок з 43,1 % у 2007 р. до 40,6 % у 2008 р. Розподіл докторантів за віком у 2008 р.:
- 20-29 років — 4 особи (2,2 %);
- 30-34 років — 45 (25,0 %);
- 35-39 років — 45 (25,0 %);
- 40 років і старші — 86 (47,8 %).

## Рада ректорів
У Харкові діє Рада ректорів вищих навчальних закладів ІІІ-IV рівнів акредитації Харківського регіону, членами якої є 34 керівники вишів. Головою Ради є В. С. Бакіров, його заступниками — О.І. Черевко та В. М. Лісовий.